# Neuhausen
Neuhausen es un municipio situado en el distrito de Sajonia Central, en el estado federado de Sajonia (Alemania), a una altitud de 660 metros. Su población a finales de 2016 era de unos 2600 habitantes y su densidad poblacional, 54 hab/km².